# Michał Głogowski (kickbokser)
Michał Głogowski (ur. 25 maja 1984) – polski kick-bokser wagi średniej.

## Kariera sportowa
Amatorski Mistrz Europy (2004, 2008) oraz Mistrz Świata (2007) WAKO w formule low kick w kategorii 71 kg, 14-krotny mistrz Polski w różnych formach kick-boxingu. Jako amator stoczył ponad 160 walk. Po przejściu na zawodowstwo został mistrzem świata WKN i interkontynentalnym mistrzem WAKO PRO (2008). Finalista turnieju TK2 WORLD MAX 2008 we Francji. oraz uczestnik finałowej gali K-1 WORLD MAX 2010.
W 2008 roku wystąpił w pierwszym rozgrywanym w Polsce oficjalnym turnieju na licencji K-1 (K-1 Europe MAX 2008 Grand Prix). Dotarł w nim do finału, w którym przegrał przez decyzję z Petro Nakonecznym.
3 października 2010 roku wystąpił z dziką kartą na gali K-1 World MAX 2010 Final 16 w Seulu, będącą eliminacją do finałowego turnieju o mistrzostwo K-1 MAX (70 kg). Jego rywalem był reprezentant Tajlandii Sagadpet. Głogowski wygrał przez niejednogłośną decyzję po dodatkowej rundzie, zostając pierwszym w historii Polakiem, który awansował do finałowej fazy K-1 World MAX. Podczas niej odpadł w ćwierćfinale, przegrawszy jednogłośnie na punkty z późniejszym wicemistrzem, Yoshihiro Satō. 
11 czerwca 2011 roku, podczas gali w Warszawie zadebiutował w organizacji It’s Showtime, przegrywając przez niejednogłośną decyzję z Rafałem Dudkiem. 
Karierę zaczął w 2001 roku w klubie TKKF Siedlce pod okiem trenera Andrzeja Garbaczewskiego. 
Obecnie trenuje w klubie Akademia Walki, Warszawa.

## Osiągnięcia
- 2002-2008: 14- krotny Mistrz Polski w różnych formułach Kick-boxingu
- 2004: Mistrz Europy W.A.K.O. Low-Kick (Budva, Serbia i Czarnogóra))
- 2005: Wicemistrz Świata W.A.K.O. Low-Kick (Agadir, Maroco)
- 2007: Mistrz Świata W.A.K.O. Low-Kick (Belgrad, Serbia)
- 2008: Mistrz Europy W.A.K.O. Low-Kick (Portugalia)
- 2010: K-1 World MAX 2010 Final - ćwierćfinał
- 2008: TK2 World MAX 2008 - finalista
- 2008: K-1 Europe MAX 2008 in Poland - finalista
- 2008: Zawodowy Mistrz Świata W.A.K.O. Pro Intercontinental w kat.-69 kg.
- 2006: Zawodowy Mistrz Świata W.K.N. Low-Kick

## Lista walk w kick-boxingu
| Wynik                                                     | Bilans | Przeciwnik            | Rozstrzygnięcie          | Runda | Czas | Rozgrywki                                     | Data       | Miejsce         |
| Przegrana                                                 | 12-5-1 | Rafał Dudek           | Decyzja (jednogłośna)    | 4     | 3:00 | It’s Showtime - Warsaw                        | 11.06.2011 | Warszawa        |
| Wygrana                                                   | 12-4-1 | Tomas Mengels         | TKO                      | 1     | ?    | KOK World GP 2010 in Warsaw                   | 25.11.2010 | Warszawa        |
| przegrał w ćwierćfinale turnieju K-1 World MAX 2010 Final |        |                       |                          |       |      |                                               |            |                 |
| Przegrana                                                 | 11-4-1 | Yoshihiro Satō        | Decyzja (jednogłośna)    | 3     | 3:00 | K-1 World MAX 2010 Final - Quarter Finals     | 08.11.2010 | Tokio           |
| zakwalifikował się do turnieju K-1 World MAX 2010 Final   |        |                       |                          |       |      |                                               |            |                 |
| Wygrana                                                   | 11-3-1 | Sagadpet              | Decyzja (niejednogłośna) | 4     | 3:00 | K-1 World MAX 2010 Final 16 in Seoul          | 03.10.2010 | Seul            |
| Remis                                                     | 10-3-1 | Remigijus Morkevičius | Remis                    | 3     | 3:00 | K-1 World Grand Prix 2010 in Warsaw           | 28.03.2010 | Warszawa        |
| przegrał w półfinale turnieju TK2 World MAX 2009          |        |                       |                          |       |      |                                               |            |                 |
| Przegrana                                                 | 10-3   | Jeremy Sportouch      | Decyzja                  | 3     | 3:00 | TK2 World MAX 2009, Semi Finals               | 29.10.2009 | Aix en Provence |
| Wygrana                                                   | 10-2   | Laurent Debono        | KO                       | 2     | ?    | TK2 World MAX 2009, Quarter Finals            | 29.10.2009 | Aix en Provence |
| Wygrana                                                   | 9-2    | Norbert Balogh        | KO                       | 2     | 0:46 | K-1 World Grand Prix 2009 in Łódź             | 23.05.2009 | Łódź            |
| przegrał w finale turnieju TK2 World MAX 2008             |        |                       |                          |       |      |                                               |            |                 |
| Przegrana                                                 | 8-2    | Wallid Haddad         | Decyzja                  | 3     | 3:00 | TK2 World MAX 2008, Final                     | 11.10.2008 | Aix en Provence |
| Wygrana                                                   | 8-1    | Carlos Tavares        | Decyzja                  | 3     | 3:00 | TK2 World MAX 2008, Semi Finals               | 11.10.2008 | Aix en Provence |
| Wygrana                                                   | 7-1    | Abdallah Mabel        | Decyzja                  | 3     | 3:00 | TK2 World MAX 2008, Quarter Finals            | 11.10.2008 | Aix en Provence |
| przegrał w finale turnieju K-1 Europe MAX 2008 in Poland  |        |                       |                          |       |      |                                               |            |                 |
| Przegrana                                                 | 6-1    | Petro Nakoneczny      | Decyzja (jednogłośna)    | 3     | 3:00 | K-1 Europe MAX 2008 in Poland, Final          | 06.04.2008 | Warszawa        |
| Wygrana                                                   | 6-0    | Ivan Grigoriev        | Decyzja (większościowa)  | 3     | 3:00 | K-1 Europe MAX 2008 in Poland, Semi Finals    | 06.04.2008 | Warszawa        |
| Wygrana                                                   | 5-0    | Edvardas Norkeliunas  | Decyzja (jednogłośna)    | 3     | 3:00 | K-1 Europe MAX 2008 in Poland, Quarter Finals | 06.04.2008 | Warszawa        |
| zdobył tytuł organizacji W.A.K.O w kat.-69kg              |        |                       |                          |       |      |                                               |            |                 |
| Wygrana                                                   | 4-0    | Joao Balbeira         | KO                       | 2     | ?    | Gala Kickboxing, Siedlce                      | 27.01.2008 | Siedlce         |
| Wygrana                                                   | 3-0    | Agiliar Nawruzow      | Decyzja (większościowa)  | 3     | 3:00 | K-1 East Europe MAX 2007 in Vilnus            | 17.03.2007 | Wilno           |
| Wygrana                                                   | 2-0    | Eftathiosa Benova     | Decyzja (jednogłośna)    | 5     | 3:00 | Gala Kick-Box Full Contact w Sosnowcu         | 19.10.2006 | Sosnowiec       |
| zdobył tytuł organizacji W.K.N Low Kick                   |        |                       |                          |       |      |                                               |            |                 |
| Wygrana                                                   | 1-0    | Rafał Dudek           | KO                       | ?     | ?    | World Kickboxing Network                      | ??.??.2006 | Polska          |